# Ashland Springs Hotel
The Ashland Springs Hotel ist ein historisch bedeutsames Bauwerk in Ashland, Oregon, Vereinigte Staaten.
Es wurde 1925 im Stil des Art déco erbaut. Ehemalige Bezeichnungen sind Mark Antony Motor Hotel und Lithia Springs Hotel.
Das Gebäude ist seit 1979 im National Register of Historic Places gelistet (Nr. 78002289). und Teil des Ashland Downtown Historic District (NRHD Reference #00000446).
Das Hotel ist Mitglied der Historic Hotels of America, ein Programm der National Trust for Historic Preservation.

## Abbildungen

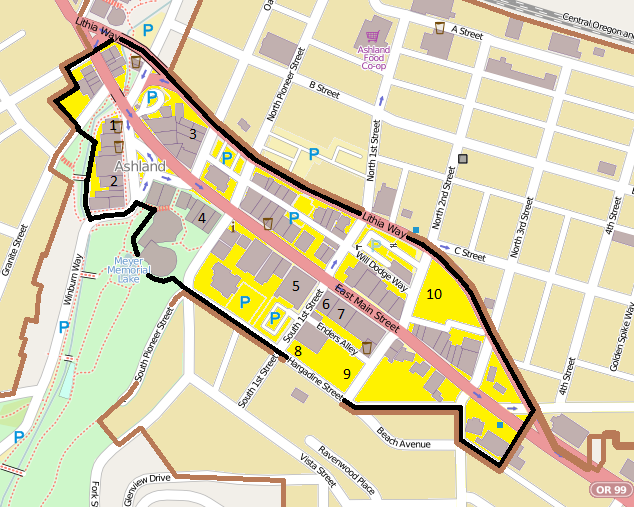
Ashland Downtown Historic District (Hoteladresse: 212 E. Main Street)
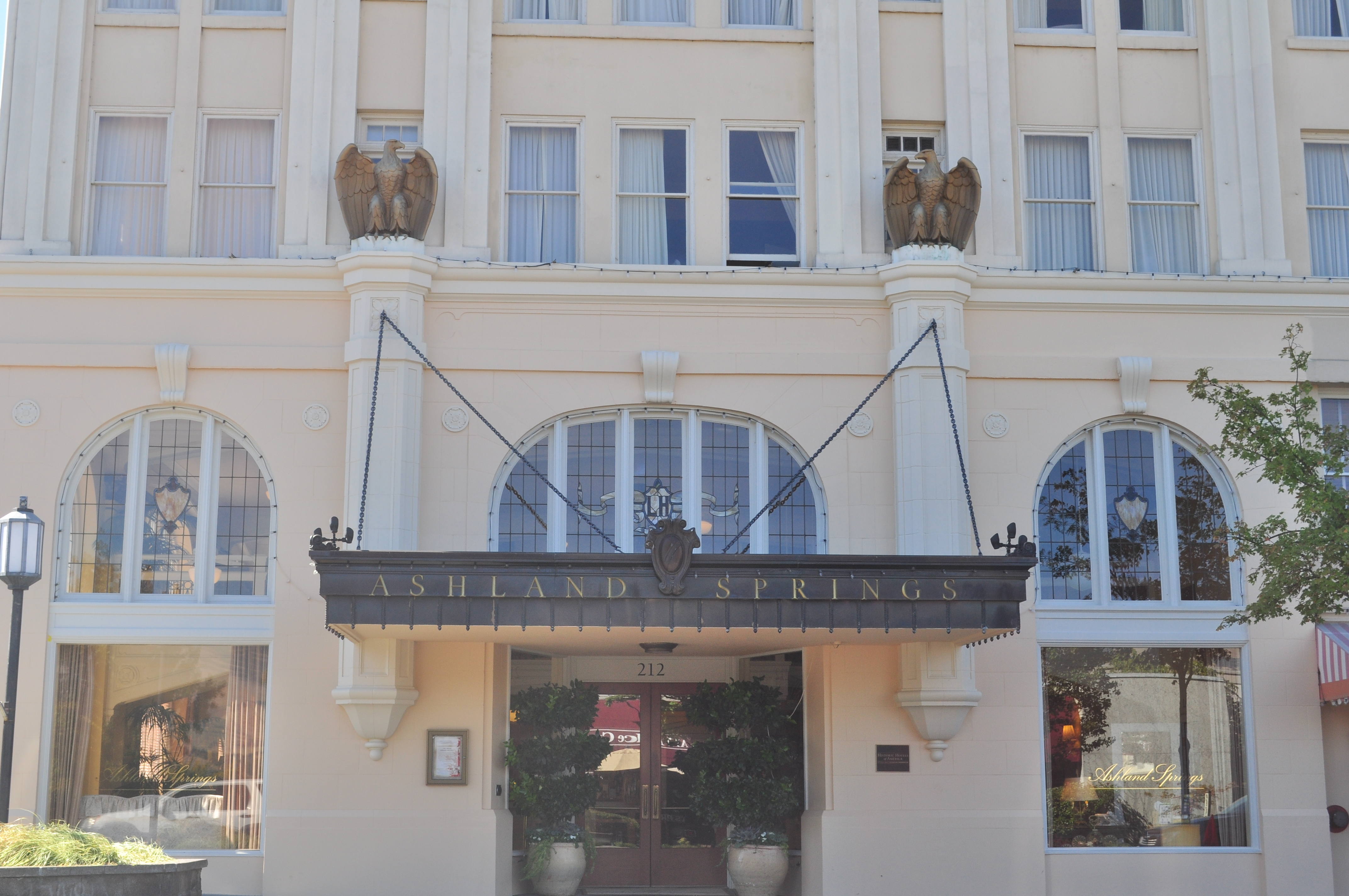
Haupteingang
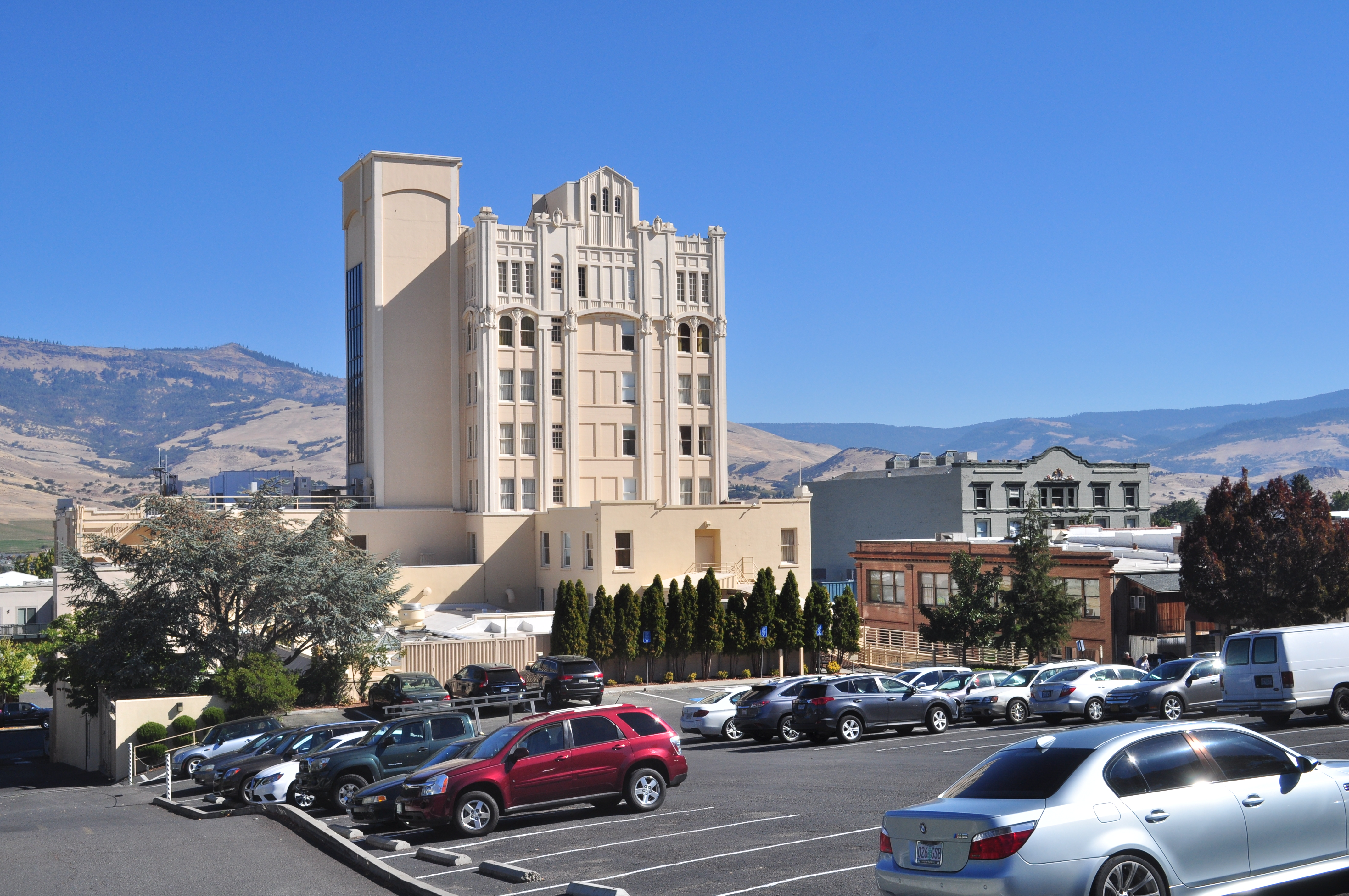
Rückansicht
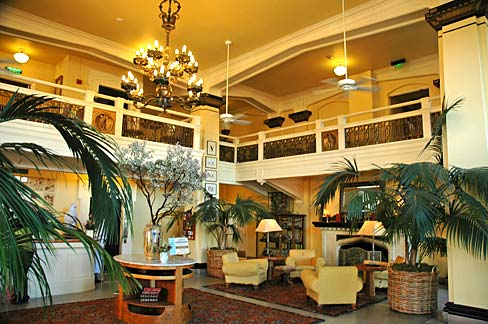
Foyer (2005)

## Belege
1. ↑  http://www.ashlandspringshotel.com/about/
2. ↑  https://npgallery.nps.gov/AssetDetail/NRIS/78002289
3. ↑  https://npgallery.nps.gov/AssetDetail/NRIS/00000446
4. ↑  http://www.historichotels.org/hotels-resorts/ashland-springs-hotel/